# Далия (кибуц)
Далия (ивр. דליה‎) — кибуц на севере Израиля. Расположен в Галилее около 30 км к юго-востоку от Хайфы. Находится под юрисдикцией регионального совета Мегидо. Кибуц основан в 1939 году.

## История
Кибуц Далия основан членами двух еврейских групп, связанных с движением «Ха-шомер ха-цаир», которые переехали в Подмандатную Палестину в 1933 году, в рамках программы «Стена и башня». Первая группа, «Ба-Маале», состояла из румынских евреев. Они прошли сельскохозяйственную подготовку в Румынии, и затем совершили алию и поселились в Хадар-Раматаиме, Магдиэле (ныне часть Ход-ха-Шарона) и Кфар-Малале. Другая группа, «Ба-Мифне», состояла из немецких евреев. Их сельскохозяйственное обучение проходило в основном в Дании, а также во Франции и Великобритании. Они поселились в Каркуре и зарабатывали на жизнь сельским хозяйством, строительством и работой в порту Хайфы. Сеть кибуц Арци движения Ха-шомер Ха-цаир решила объединить группы в апреле 1939 года, и они были символически объединены 1 мая (в Международный день трудящихся). В тот же день 50 халуцим, по 25 человек от каждой группы, прибыли на место рядом с арабской деревней Далиат-Эль-Руха (опустевшей в 1948 году) и начали обрабатывать землю, которая принадлежала Еврейскому национальному фонду (ККЛ). Первой отраслью промышленности кибуца была небольшая мыловаренная фабрика. В период с 1940 по 1943 год были построены конюшня, коровник (использовался до 1970 года), сыроварня, текстильная фабрика, курятник (использовался до 1973 года) и улей. От близлежащего кибуца Эйн-ха-Шофет была проложена дорога, соединившая его с остальной дорожной системой страны. Первое постоянное жилое здание было построено для размещения детей кибуца.
В 1944 году молодежь кибуца организовала группу, которая впоследствии вошла в состав ополчения Пальмах. Один из их членов погиб во время «Ночи мостов» — операции еврейских ополченцев против мостов на границах Подмандатной Палестины. Они воевали в составе бригады «Йифтах» во время арабо-израильской войны 1948 года, и некоторые из них основали кибуц Харель. В 1947 году в кибуце прошли общенациональные курсы по подготовке командиров отрядов Пальмаха. Во время войны недалеко от кибуца был сбит египетский самолёт, а пилота держали в коровнике кибуца. Кибуц пожертвовал свой единственный грузовик промышленные мощности для оказания помощи военным.

## Население
По данным Центрального статистического бюро Израиля, население на начало 2020 года составляло 815 человек.

## В культуре
В кибуце процветала культурная и общественная деятельность. В 1944 году в кибуце «Хан» во время праздника Шавуот прошел фестиваль народных танцев, организованный Гурит Кадман. Темой фестиваля была Книга Руфь (Мегилат Рут), в нём приняли участие жители различных поселений этого региона. Среди участников была йеменская еврейка Сара Леви-Танаи, основавшая танцевальную труппу «Инбаль» в 1949 году. Фестиваль длился два дня, в нём приняли участие 200 танцоров и 3000 зрителей. Три года спустя, в 1947 году, в природном амфитеатре рядом с кибуцем прошел второй танцевальный фестиваль. В этом фестивале приняли участие несколько сотен танцоров, за которыми наблюдали около десяти тысяч человек со всей страны. Кибуцный театральный директор Шуламит Бат-Дори руководила двумя последними танцевальными фестивалями, проходившими в кибуце Далия в 1958 и 1968 годах. В постановке 1958 года приняли участие 1500 танцоров, а в фестивале 1968 года приняли участие 3000 танцоров, а число зрителей составило 60 000 человек.

## Галерея

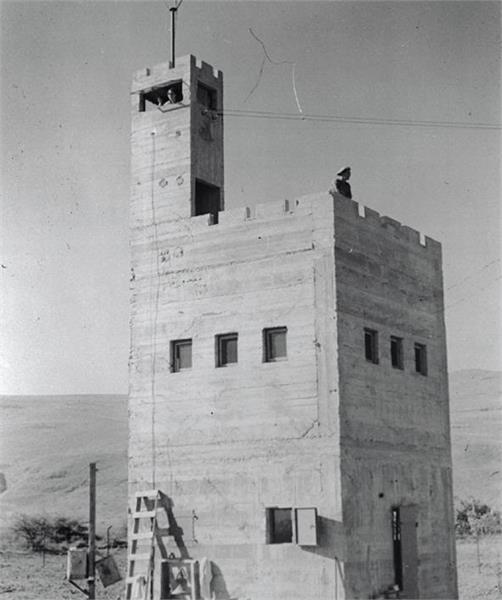
Далия 1940
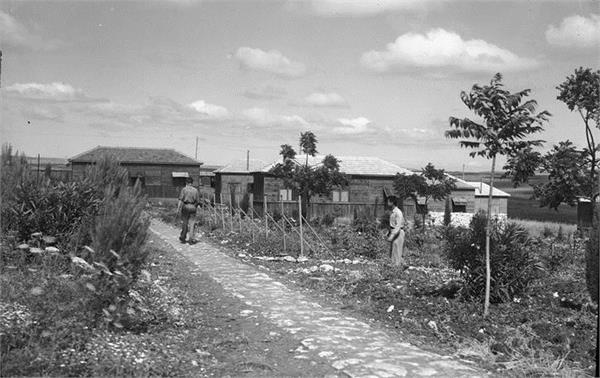
Далия 1943
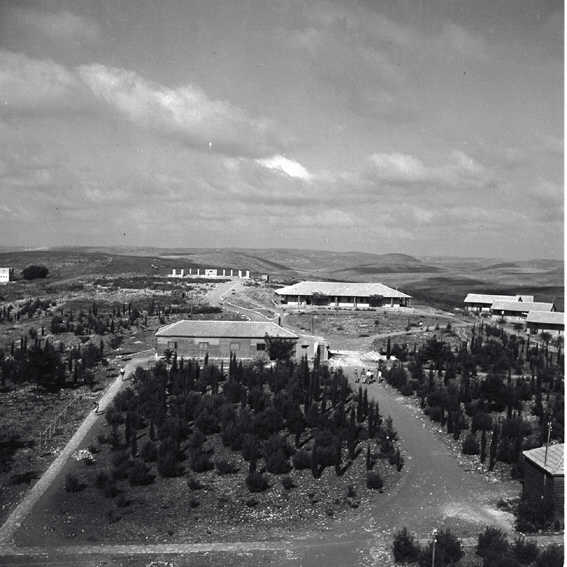
Далия 1944
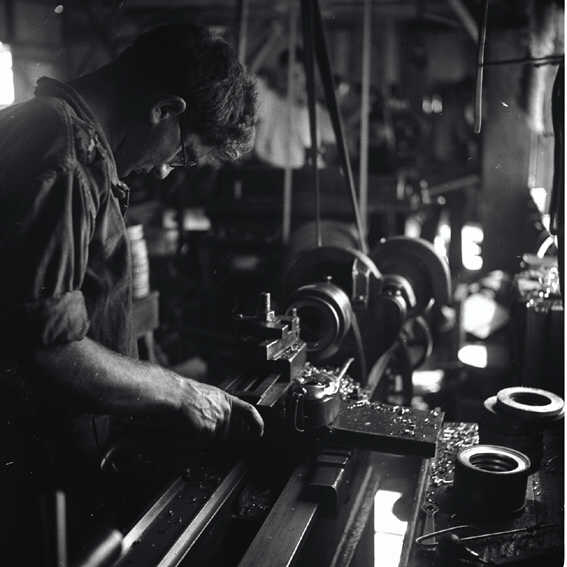
Мастерская Далии 1944 г.
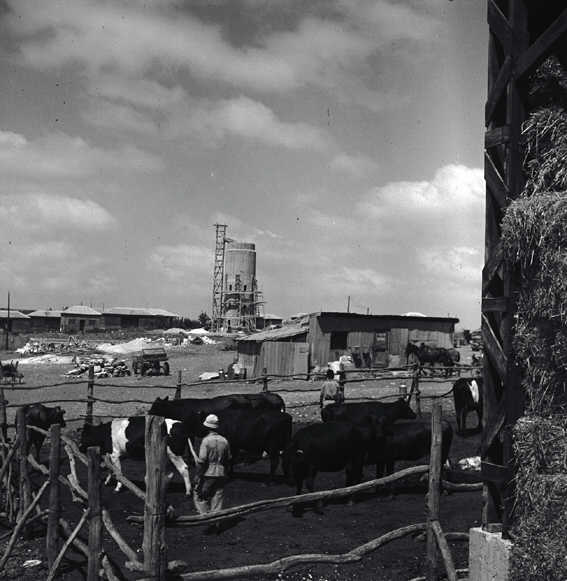
Молочная ферма Далия 1944
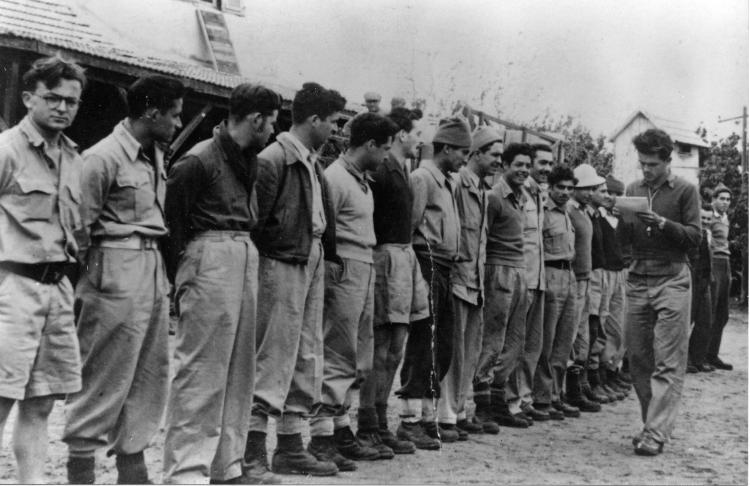
Бригада Йифтах, 1-й батальон, рота «D», перекличка, Далия. 1948 г.